# Federação Austríaca de Hóquei no Gelo
A Federação Austríaca de Hóquei no Gelo é o órgão que dirige e controla o hóquei no gelo da Áustria, comandando as competições nacionais e a Seleção da Áustria de Hóquei no Gelo.